# Trattato di Kalisz (1813)
Il  trattato di Kalisz (Kalisch in lingua tedesca) del 28 febbraio 1813 fu sottoscritto nell'omonima città fra Regno di Prussia e Impero russo e segnò il definitivo cambio di alleanza della Prussia a favore dei nemici di Napoleone I.

## Descrizione
Nel quartier generale russo, che allora si trovava a Kalisz, venne stipulato un trattato di pace, amicizia ed alleanza fra Prussia e Russia, che pose fine alla politica prussiana, di oscillazione fra Russia e Francia napoleonica. Da parte prussiana la bozza di trattato venne consegnata da Karl Friedrich von dem Knesebeck, che poco dopo sarebbe diventato Aiutante generale del re di Prussia Federico Guglielmo III. Questo prevedeva, in un articolo segreto,  il ripristino dei confini prussiani al 1806 e l'inclusione in essi di alcuni territori della Germania settentrionale. Su questo trattato riferì in termini militare al governo prussiano il maggior generale Gerhard von Scharnhorst. La proposta russa fu in gran parte concordata con lo statista prussiano, esule in Russia presso la corte dello zar,  Heinrich Friedrich Karl von Stein. Tuttavia la Prussia dovette rinunciare al ducato di Varsavia, ma alla Prussia venne riconosciuto un diritto di espansione verso est.
Vennero prese in considerazione anche le pretese prussiane sulla Germania settentrionale con l'eccezione  dell'ex Elettorato di Hannover. Questi accordi territoriali verranno tuttavia in parte modificati con il Congresso di Vienna.
La Russia s'impegnò a mobilitare contro la Francia un esercito di 150.000 uomini, la Prussia 80.000. L'accordo fu sottoscritto il 27 febbraio 1813 a Breslavia e ratificato il giorno dopo a Kalisz; la Prussia dichiarò guerra alla Francia il successivo 16 marzo.